# WTA Swiss Open 1983
WTA Swiss Open 1983 — жіночий тенісний турнір, що проходив на відкритих кортах з ґрунтовим покриттям у Лугано (Швейцарія). Належав до Світової чемпіонської серії Вірджинії Слімс 1983. Турнір відбувся увосьме і тривав з 9 до 14 травня 1983 року.

## Фінальна частина

### Одиночний розряд
Турнір в одиночному розряді скасували після третього кола через дощ.[A]

### Парний розряд
Крістіан Жоліссен /  Марселла Мескер —  Петра Деліс /  Патрісія Медрадо 6–2, 3–6, 7–5
- Для Жоліссен це був 1-й титул за кар'єру. Для Мескер це був 1-й титул за кар'єру.

## Нотатки
- A  Турнір зупиняли через дощ 23 рази за перші п'ять днів.[2] Зрештою турнір скасували, коли гравчині не погодились завершувати змагання в приміщенні.[3]